# Upplands runinskrifter 1130
Upplands runinskrifter 1130 är en försvunnen vikingatida runsten som funnits i Klev, Alunda socken och Östhammars kommun.  Stenens höjd är omkring 1,60 meter och dess bredd omkring 1,10 meter.

## Inskriften
Translitterering av runraden:
[st...str · auk · atiarfr · litu · raisa · stain · at · bu...ur · sin · bra...ur · liku · þaʀ +]
Normalisering till runsvenska:
St[yrfa]str(?)/St[æinfa]str(?) ok Adiarfʀ letu ræisa stæin at br[oð]ur sinn ... liku þaʀ.
Översättning till nusvenska:
Styrfastr(?)/Steinfastr(?) och Ádjarfr lät resa stenen efter deras broder ...